# Senatori della XXV legislatura del Regno d'Italia
Elenco dei senatori della XXV legislatura del Regno d'Italia nominati dal re Vittorio Emanuele III divisi per anno di nomina.
Tra parentesi sono indicate le categorie di nomina.

## Senatori di nomina regia

### 1919

#### Decreto 6 ottobre
Con il decreto vennero nominati 59 senatori.
- Mario Abbiate
- Francesco Aguglia
- Adolfo Apolloni
- Enrico Arlotta
- Ernesto Artom
- Giovanni Auteri Berretta
- Augusto Battaglieri
- Giuseppe Bellini
- Tancredi Luigi Beria d'Argentine
- Paolo Bernardi
- Pietro Bertarelli
- Silvio Berti
- Leonardo Bianchi
- Ettore Bocconi
- Luigi Boncompagni Ludovisi
- Luigi Borsarelli di Rifreddo
- Luigi Cagnetta
- Carlo Calisse
- Giacomo Calleri
- Vittorino Cannavina
- Raffaele Cappelli
- Andrea Carlotti
- Dario Cassuto
- Giovanni Ciraolo
- Luigi Credaro
- Lorenzo Cusani
- Mansueto De Amicis
- Pasquale Del Pezzo
- Pompeo di Campello
- Marco di Saluzzo di Paesana
- Luigi Einaudi
- Salvatore Fratellini
- Ludovico Fulci
- Piero Ginori Conti
- Pasquale Grippo
- Achille Loria
- Camillo Mango
- Gennaro Manna
- Ernesto Marsaglia
- Guglielmo Mengarini
- Gaetano Mosca
- Giovanni Pascale
- Carlo Petitti di Roreto
- Pietro Ottorino Pianigiani
- Giovan Battista Queirolo
- Roberto Rampoldi
- Carlo Rasponi Bonanzi
- Giorgio Rattone
- Giovanni Romeo delle Torrazze
- Cesare Saldini
- Ernesto Salvia
- Carlo Santucci
- Augusto Setti
- Gianforte Suardi
- David Supino
- Nino Tamassia
- Vincenzo Tamborino
- Giulio Cesare Tassoni
- Giovanni Antonio Vanni

#### Decreto 7 ottobre
Con il decreto venne nominato un solo senatore.
- Carlo Schanzer

### 1920

#### Decreto 30 settembre
Con il decreto vennero nominati 9 senatori.
- Salvatore Barzilai
- Felice Bennati
- Giorgio Bombi
- Innocente Chersi
- Enrico Conci
- Valeriano Malfatti
- Teodoro Mayer
- Giorgio Piccoli
- Antonio Tambosi

#### Decreto 3 ottobre
Con il decreto vennero nominati 59 senatori.
- Nicola Badaloni
- Alberto Bergamini
- Alfredo Bertesi
- Giacomo Bonicelli
- Alfredo Bouvier
- Giovanni Antonio Campostrini
- Alfredo Canevari
- Alfredo Capece Minutolo di Bugnano
- Enrico Levi Catellan
- Camillo Cimati
- Benedetto Cirmeni
- Mario Orso Corbino
- Silvio Crespi
- Giacomo Curreno
- Ugo Da Como
- Giuseppe Guidi di Bagno
- Ugo di Sant'Onofrio del Castillo
- Giuseppe Di Stefano Napolitani
- Emilio Faelli
- Giacomo Ferri
- Antonio Fradeletto
- Carlo Gallini
- Gerino Gerini
- Vittorio Giaccone
- Giovanni Grosoli
- Giovanni Indri
- Gesualdo Libertini
- Fortunato Marazzi
- Luigi Marescalchi Gravina
- Giuseppe Martino
- Luigi Montresor
- Elio Morpurgo
- Antonio Mosconi
- Pietro Niccolini
- Domenico Nuvoloni
- Salvatore Orlando
- Angelo Pavia
- Angelo Persico
- Vincenzo Pipitone
- Luigi Rava
- Giacomo Reggio
- Leone Romanin Jacur
- Giuseppe Sanarelli
- Ugo Scalori
- Cataldo Schiralli
- Sidney Sonnino
- Nicola Squitti di Palermiti e Guarna
- Alessandro Stoppato
- Paolino Taddei
- Giuseppe Tommasi
- Giovanni Torlonia
- Francesco Torraca
- Domenico Valenzani
- Angelo Valvassori Peroni
- Giulio Venzi
- Giovanni Verga
- Antonio Vicini
- Giacomo Vigliani
- Girolamo Vitelli

#### Decreto 15 novembre
Con il decreto vennero nominati 3 senatori.
- Roberto Ghiglianovich
- Francesco Salata
- Luigi Ziliotto